# San Juan, Ilocos Sur

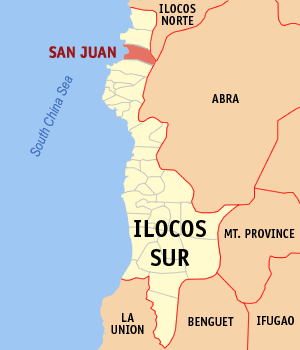
Bản đồ Ilocos Sur với vị trí của San Juan

San Juan, formerly Lapog, là một đô thị hạng 4 ở tỉnh Ilocos Sur, Philippines. Theo điều tra dân số năm 2000 của Philipin, đô thị này có dân số 23.146 người trong 4.866 hộ. 

## Các đơn vị hành chính
San Juan được chia ra 32 barangay.
| - Bacsil - Baliw - Bannuar - Barbar - Cabanglotan - Cacandongan - Camanggaan - Camindoroan - Caronoan - Darao - Dardarat | - Guimod Norte - Guimod Sur - Immayos Norte - Immayos Sur - Labnig - Lapting - Lira - Malamin - Muraya - Nagsabaran - Nagsupotan | - Pandayan - Refaro - Resurreccion - Sabangan - San Isidro - Saoang - Solotsolot - Sunggiam - Surngit - Asilang |